# 理想の生活
『理想の生活』（りそうのせいかつ）は、2005年10月10日から11月10日まで放映されたNHK夜の連続ドラマ（よるドラ）シリーズの作品の一。全20回。
定年退職した会社員の男とその家族のこれからの生き方を描いたホームコメディードラマである。作者は相良敦子がこのよるドラシリーズのために書き下ろしたオリジナル。

## あらすじ
等々力家の主軸を担った勝利は60歳で会社を定年退職となった。勝利は定年後家族でゆっくりと過ごしたいということで、自宅を二世帯住宅にリフォームすることに。だが、長男の秀樹が結婚をきっかけに同居をしないことを宣言し、それが出来なくなってしまった。家庭では勝利とその妻・雅美の2人きりで、常に夫婦喧嘩の連続となってしまった。

## 出演
- 堺正章（等々力勝利）
- 風吹ジュン（妻・等々力雅美）
- 森口瑤子（有田美奈子）
- 鈴木浩介（長男・等々力秀樹）
- 高野志穂（長女・五十嵐亜樹）
- 吉本多香美（牧野美帆）
- 広田亮平（美帆の息子・牧野純）
- 真夏竜（吉野）
- 長谷川哲夫（榎本庄二）
- 和泉ちぬ（鈴木悦子）
- 近江谷太朗（亜樹の夫・五十嵐友則）
- 沢田雅美（坂梨澄子）
- 松山政路（坂梨滋）
- 竜雷太（角川勉）

## スタッフ
- 作 : 相良敦子
- 制作統括 : 岩谷可奈子、内藤愼介
- プロデューサー : 飯島敏宏
- 演出 : 山田高道、田沢幸治
- 共同制作 : NHKエンタープライズ
- 制作・著作 : NHK、ドリマックス・テレビジョン

## サブタイトル
出典：テレビドラマデータベース
- 第1週（第1回 - 第4回）「ああ、マイ・パティオ！」（10月10日 - 13日）
- 第2週（第5回 - 第8回）「家族って何だろう？」（10月17日 - 20日）
- 第3週（第9回 - 第12回）「最悪のバーベキュー！」（10月24日 - 27日）
- 第4週（第13回 - 第16回）「もういちど、夢を！」（10月31日 - 11月3日）
- 最終週（第17回 - 最終回）「バラ色の人生！」（11月7日 - 10日）